# Jüdischer Friedhof Wendelsheim
Der Jüdische Friedhof Wendelsheim ist ein Friedhof in der Ortsgemeinde Wendelsheim im Landkreis Alzey-Worms in Rheinland-Pfalz. 
Der jüdische Friedhof liegt im Ort „Am Judenpfad“, einem Feldweg, der von der Schlossgasse abzweigt.
Auf dem 282 m² großen Friedhof, der in der ersten Hälfte des 19. Jahrhunderts angelegt wurde, befinden sich neun Grabsteine, die überwiegend aus der zweiten Hälfte des 19. und vom Anfang des 20. Jahrhunderts stammen.